# Estirament

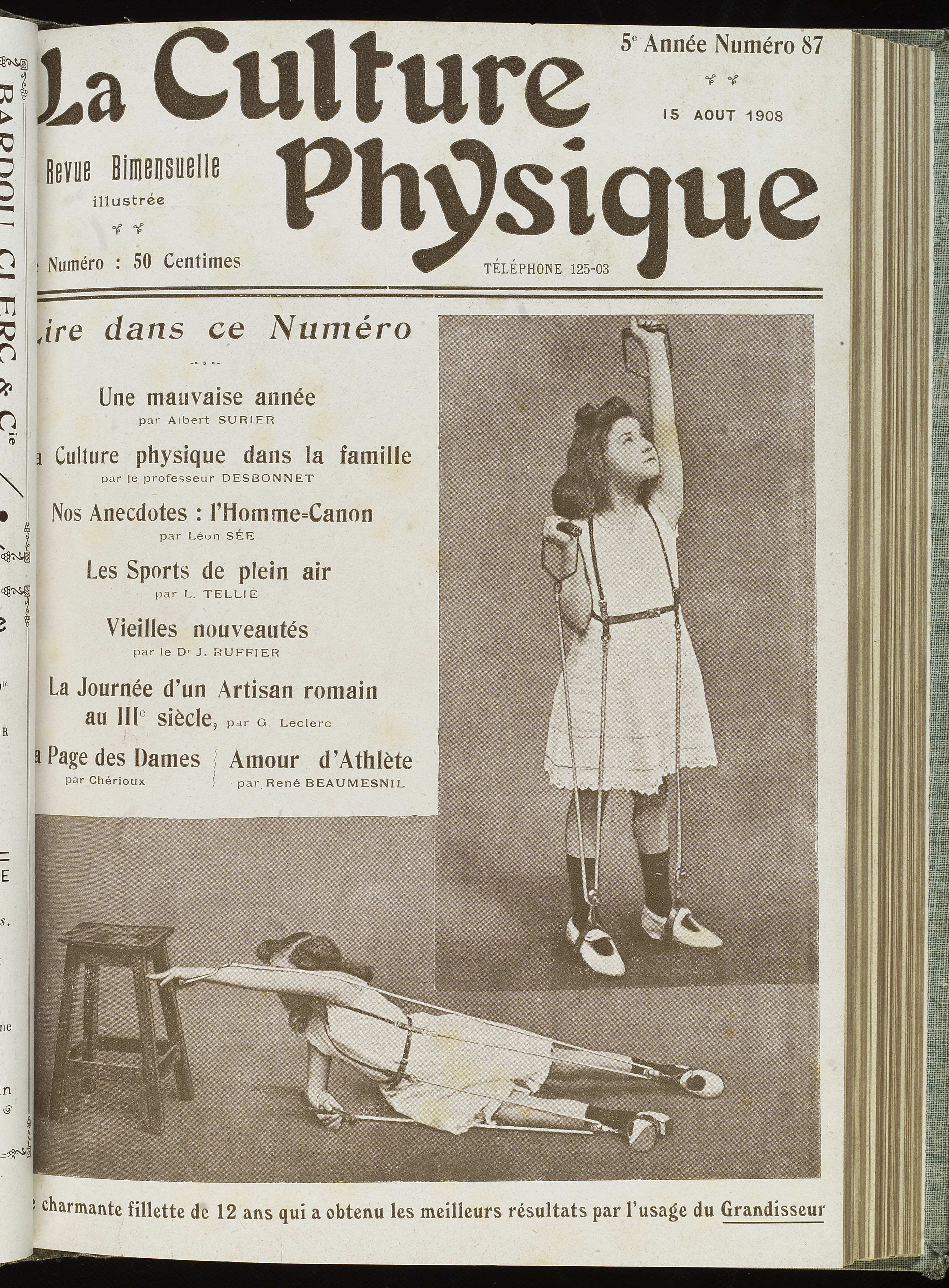
Coberta de la revista 'La Culture Physique' (1908) mostrant 2 fotografies d'una nena de12 anys fent estiraments amb un tipus de bandes conegudes com 'La Grandisseur.'

L'estirament és una forma d'exercici físic en què un múscul, tendó específic (o grup muscular) es flexiona o s'estira deliberadament per tal de millorar l'elasticitat del la superfície muscular i aconseguir un millor to muscular. El resultat és una sensació de major control muscular, flexibilitat i rang de moviment. L'estirament també s'utilitza terapèuticament per alleujar els rampes.
En la seva forma més bàsica, l'estirar és una activitat natural i instintiva. La realitzen humans i molts altres animals. Es pot acompanyar de badall. L'estirament sovint es produeix instintivament després de despertar-se del son, després de llargs períodes d’inactivitat, o després d’haver sortit d’espais i zones confinades.
L’augment de la flexibilitat mitjançant l'estirament és un dels aspectes bàsics de la forma física. És freqüent que els esportistes s'estirin abans, per escalfar-se, i després de fer exercici, per intentar reduir el risc de lesions i augmentar el rendiment.
L'estirament pot ser perillós quan es realitza de forma incorrecta. Hi ha moltes tècniques d’estiraments en general, però segons quin grup d’estiraments s'utilitzi, algunes tècniques poden ser ineficaçes o perjudicials. Aquests errors poden provocar hiperlaxitud, inestabilitat o dany permanent als tendons, lligaments i fibres muscular. Per tant, la naturalesa fisiològica de l'estirament i les teories sobre l'efecte de diverses tècniques estan sotmeses a una intensa investigació.
Tot i que l'estirament estàtic forma part d’algunes rutines d’escalfament, un estudi del 2013 va indicar que debilita la musculatura. Per aquesta raó, es recomana un escalfament dinàmic actiu abans de fer exercici en lloc d’estiraments estàtics.

## Fisiologia
Els estudis han evidenciat la funció, en estiraments, d'una gran proteïna dins de les miofibril·les dels músculs esquelètics anomenada titina. Un estudi realitzat per Magid i Law va demostrar que l'origen de la tensió muscular passiva (que es produeix durant l'estirament) es troba realment dins de les miofibril·les, no extracel·lularment com s'havia suposat anteriorment. A causa de les proteccions neurològiques contra lesions com el reflex del tendó de Golgi, normalment és impossible que els adults estirin la majoria dels grups musculars fins a la seva intensitat sense l'entrenament. Degut a l’activació d'antagonistes musculars, el múscul arriba al límit del seu rang normal de moviment.

## Tipus d'estiraments
Els estiraments poden ser estàtics o dinàmics, on es realitzen estiraments estàtics. Els estiraments estacionaris i dinàmics impliquen moviment del múscul durant l'estirament. Els estiraments també poden ser actius o passius, on els trams actius utilitzen forces internes generades pel cos per realitzar un estirament, i els trams passius impliquen forces d’objectes externs o persones per facilitar l'estirament. Els estiraments també poden implicar components passius i actius.
- El jugador de futbol Luis Suárez estirant abans d'un partit.
- Martin Brodeur estirant a la banqueta dels Devils durant l’escalfament.
- L'estirament assistit es pot realitzar quan l'atleta no pot estirar de manera òptima independentment. Per exemple, durant les rampes dels isquiotibials, pot ajudar-vos a estirar els músculs.

### Estiraments dinàmics
L'estirament dinàmic és un estirament basat en moviments dirigit a augmentar el flux sanguini a tot el cos, a la vegada que deixa anar les fibres musculars. Els estiraments dinàmics estàndard comporten normalment una contracció activa lenta i controlada dels músculs. Un exemple d'aquest estirament dinàmic es l'exercici de fons. Una altra forma d’estiraments dinàmics és l'estirament balístic, que és un estirament actiu que implica rebotar o balancejar-se cap endavant i cap a una gran velocitat per tal de treure un múscul més enllà del seu rang típic de moviment mitjançant impuls. L'estirament balístic pot causar dany a les articulacions.

### Estiraments estàtics
Els trams estàtics més senzills són estiraments estàtics-passius, que porten l’articulació al seu rang final de moviment i la mantenen allà mitjançant forces externes. Hi ha formes més avançades d’estiraments estàtics, com ara la facilitació neuromuscular propioceptiva (PNF), que implica tant contraccions musculars actives com forces externes passives. L'estirament PNF pot implicar contraure músculs antagonistes, músculs agonistes o tots dos (CRAC).

## Beneficis

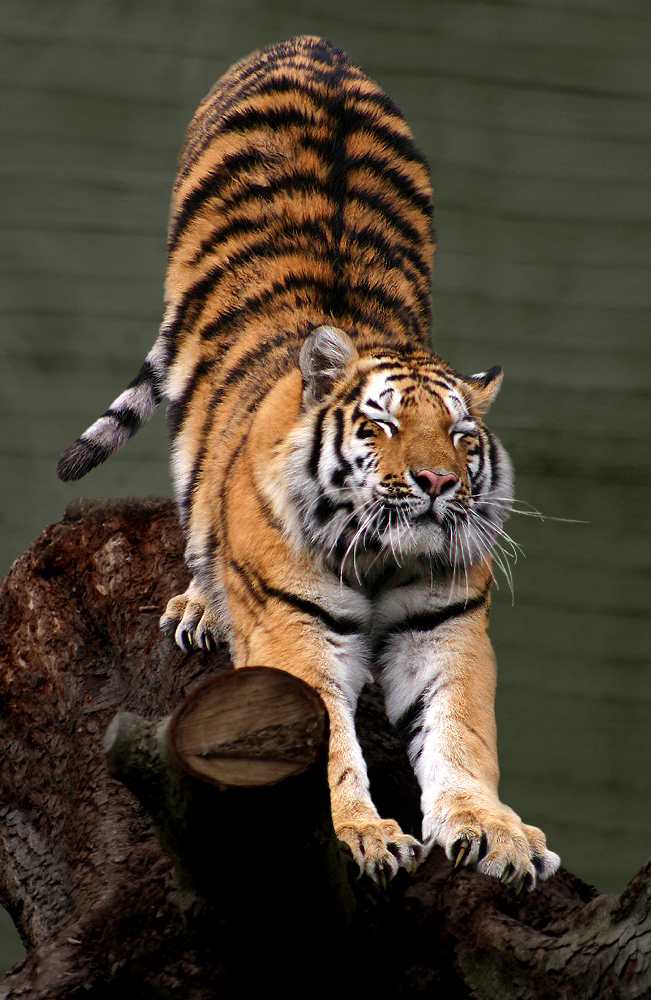
Estirament també en animals

- Augmenta la flexibilitat dels músculs.
- Disminueix la quantitat d'àcid làctic en els músculs.
- Redueix la probabilitat de lesions.
- Millora la coordinació de músculs agonistes-antagonistes.
- Prevé l'enduriment muscular després de l'exercici.
- Redueix la tensió muscular.
- Facilita els moviments

Després de l'estirament fàcil, es continuarà lentament fins l'estirament progressiu, sense forçar el múscul. A partir de l'estirament fàcil s'estirarà aproximadament un centímetre més fins a sentir una tensió moderada i se sostindrà aquesta posició entre 10 i 15 segons si no se sent dolor. De nou, la tensió haurà de disminuir; en cas contrari cal relaxar la postura. Si la tensió de l'estirament augmenta i l'estirament es manté o causa dolor, vol dir que s'està estirant en excés.
L'escalfament físic és diferent a l'estirament; però, realitzar les dues activitats és important abans de l'entrenament d'algun esport o disciplina esportiva. L'estirament dels músculs allista al subjecte per a l'escalfament físic, l'estirament redueix la tensió en els músculs i ajuda a coordinar moviments musculars. L'escalfament consisteix en sèries de moviments previs i no molt bruscos que posen en funcionament els músculs i activen el cos i la ment, allistant al subjecte per a l'entrenament.